# Suaique
Suaique (em árabe: السويق; romaniz.: As-Suwayq) é uma cidade da província de Batiná Setentrional e capital do vilaiete de Suaique, no Omã. De acordo com o censo de 2010, tinha 27 872 habitantes. Compreende uma área de 103 quilômetros quadrados.